# 全セイロン・タミル会議
全セイロン・タミル会議（ぜんセイロン・タミルかいぎ、タミル語: அகில இலங்கைத் தமிழ்க் காங்கிரஸ்、シンハラ語: සමස්ත ලංකා දෙමළ කොංග්‍රසය、英語: All Ceylon Tamil Congress, ACTC）はスリランカ最古のタミル系政党。

## 略歴
- 1944年 - G・G・ポンナンバラム（英語版）が設立。
- 1949年 - 統一国民党との協力を機に、S・J・V・チェルヴァナヤカム（英語版）一派が離党しランカ・タミル連邦党を結党。
- 1972年 - 連邦党とともにタミル統一戦線を結成。
- 1976年 - タミル統一戦線をタミル統一解放戦線へ改称。
- 2001年 - 国政選挙に際してタミル民族同盟（タミル・イーラム解放のトラ支持）に参加。
- 2004年 - 国政選挙でタミル民族同盟が225議席中22議席を獲得。
- 2010年 - タミル民族人民戦線（英語版）を結成して国政選挙に参加、国会の全議席を喪失。